# Gyilkosság meghirdetve (Agatha Christie-színdarab)
A Gyilkosság meghirdetve (angolul: A Murder is Announced) Leslie Darbon 1977-ben bemutatott színdarabja, mely Agatha Christie 1950-ben megjelent azonos című regényén alapul. A színdarab ősbemutatója a brightoni Theatre Royalban volt, majd a produkció 1977. szeptember 21-én a londoni West End-re költözött, a Vaudeville Theatre-be.
A darabot Magyarországon először a nyíregyházi Móricz Zsigmond Színházban mutatták be, 2018. október 27.-én. Az előadást Zsótér Sándor rendezte, a szöveget Ambrus Mária és Zsótér Sándor fordította. A főszerepekben Kerekes Éva (Miss Marple), Széles Zita (Miss Fekete-Zar Letícia) és Pregitzer Fruzsina (Miss Nyúl Dóra) voltak láthatóak. Érdekesség, hogy a történetet magyar közegbe helyezték.

## Szereplők
- Miss Marple
- Julia Simmons
- Letitia Blacklock
- Dora Bunner
- Patrick Simmons
- Mitzi
- Phillipa Haymes
- Mrs. Swettenham
- Edmund Swettenham
- Rudi Scherz
- Craddock felügyelő
- Mellors őrnagy

## Szinopszis
Chipping Cleghorn, az idilli és meglehetősen álmos kis angol falucska lakói minden nap megkapják a helyi újságot is jellegzetes angol reggelijükhöz. Eddig minden rendben is lenne, de ama bizonyos napon a ham and eggs és véres vese mellé szokatlan újsághír társul: mindenkit meghívnak október 27. estéjére, a Little Paddocksba, egy gyilkosság nyilvános elkövetésére. Vajon mit jelent mindez? Baljós hangulatú fenyegetést? Egy kis borzongással fűszerezett vacsorát? A népszerű „Ki a gyilkos?” társasjátékot?
A megjelölt napon mindenesetre szinte az egész falu jelen van Little Paddocksban, sőt, a gyilkosság is megtörténik, mi több: magát a feltételezett elkövetőt találják agyonlőve a helyszínen. Ám a rejtélyek ezzel éppen csak elkezdődnek, és a színre lépő Miss Marple, az amatőr detektívek gyöngye máris nekiláthat, hogy kiderítse, mi történt: véletlen baleset? Öngyilkosság? Esetleg egy, a messzi múltba vezető gyilkosságsorozatról van szó? A kérdések sokáig megválaszolatlanok maradnak, és az izgalmasan feszített történet az utolsó pillanatban is képes meglepetéssel szolgálni…